# Danuta Świerczyńska-Jelonek
Danuta Świerczyńska-Jelonek – polski wykładowca akademicki, literaturoznawca, specjalistka w zakresie literatury dziecięcej i młodzieżowej. Przez przeszło 30 lat prowadziła zajęcia o literaturze i czytelnictwie wśród najmłodszych na Wydziale Pedagogicznym Uniwersytetu Warszawskiego.
Była współautorką, redaktorem naukowym i współredaktorem kilkudziesięciu pozycji naukowych, m.in. dwóch monografii na temat współczesnej książki dziecięcej Książka dziecięca 1990–2005 i Po potopie. Dziecko, książka i biblioteka w XXI wieku.
Poza działalnością akademicką, przez wiele lat współpracowała z miesięcznikiem literackim Nowe Książki, na łamach którego opublikowała kilkadziesiąt artykułów i recenzji. Publikowała również w Kwartalniku Pedagogicznym i Polonistyce, a w latach 1991–2002 była członkinią kolegium redakcyjnego kwartalnika o książce dla dzieci Guliwer. Zasiadała w jury wielu nagród literackich, m.in. Międzynarodowej Nagrody im. Janusza Korczaka, nagrody „Książka Roku” przyznawanej przez polską sekcję IBBY, Nagrody Literackiej im. Kornela Makuszyńskiego, a także wielu konkursów twórczości dziecięcej.